# Малев, Валерий Иванович
Валерий Иванович Малев (укр. Валерій Іванович Малєв; 26 ноября 1939, Запорожье, Запорожская область, Украинская ССР, СССР — 6 марта 2002, у с. Бугаёвка, Глобинский район, Полтавская область, Украина) — советский и украинский партийный и государственный деятель. Первый секретарь Запорожского обкома КП Украины (1990—1991). Министр машиностроения, военно-промышленного комплекса и конверсии Украины (1995—1997). Генеральный директор Государственной компании по экспорту и импорту продукции и услуг военного и специального назначения «Укрспецэкспорт» (1998—2002).

## Биография
Родился 26 ноября 1939 в Запорожье, в рабочей семье. С сентября 1947 по июнь 1957 — ученик средней школы № 83 города Запорожье. 
Трудовую деятельность начал в сентябре 1957 учеником токаря на моторостроительном заводе почтовый ящик № 18 города Запорожье. До июля 1958 работал токарем на том же заводе.
С сентября 1958 по апрель 1961 — ученик Днепропетровского горного техникума. После окончания работал в мае-ноябре 1961 машинистом дробилки, сменным мастером Закарпатского комбината нерудных материалов в городе Ужгород.
В ноябре 1961 — августе 1964 — служил в Советской армии. Член КПСС с 1964.
В августе 1964 поступил в дневное отделение Запорожского машиностроительного института, но уже в октябре 1964 перешёл на вечернее отделение института.
В октябре 1964 — мае 1967 — механик механосборочного цеха Запорожского завода (почтовый ящик № 80). 
В мае 1967 — ноябре 1970 — старший инженер-технолог механосборочного цеха Запорожского завода передвижных электростанций.
В 1970 окончил заочно электротехнический факультет Запорожского машиностроительного института по специальности «инженер-механик».
В ноябре 1970 — феврале 1972 — начальник испытательной станции, начальник сборочного участка Запорожского завода передвижных электростанций.
В феврале 1972 — сентябре 1975 — консультант-методист Дома политпросвета, инструктор и заместитель заведующего отделом машиностроения Запорожского областного комитета КП Украины.
В сентябре 1975 — феврале 1977 — слушатель Академии общественных наук при ЦК КПСС.
В феврале 1977 — августе 1988 — заведующий отделом машиностроения Запорожского областного комитета КП Украины.
С августа 1988 по ноябрь 1990 — генеральный директор научно-производственного объединения «Трансформатор» в городе Запорожье.
С 5 октября 1990 по 30 августа 1991 — первый секретарь Запорожского обкома КП Украины.
В ноябре 1991 — апреле 1992 — технический директор Союза предпринимателей в Запорожье. В мае 1992 — феврале 1993 — заместитель директора по экономическим вопросам инструментального завода имени Войкова в Запорожье.
В феврале—декабре 1993 — генеральный директор производственного объединения «ЭЛТО» — директор Запорожского завода специального технологического оборудования. В декабре 1993 — июле 1994 — председатель правления АО «Электротехнология» в Запорожье.
С 21 июля 1994 по 7 августа 1995 — заместитель председателя исполнительного комитета Запорожского областного совета народных депутатов. 
В 1995—1997 годах министр Украины. Премьер-министр Евгений Марчук пригласил Малева (к тому времени — генерального директора Запорожского завода специального технологического оборудования — одного из крупнейших предприятий в системе оборонки) на пост министра машиностроения, военно-промышленного комплекса и конверсии Украины. Малев был уволен в феврале 1997 года, при Павле Лазаренко.
Член Совета национальной безопасности и обороны Украины (1996—2002).
С 19 июня 1997 по 29 апреля 1998 — советник Президента Украины Леонида Кучмы. 
С 15 апреля 1998 по 6 марта 2002 возглавлял Государственную компанию по экспорту и импорту продукции и услуг военного и специального назначения «Укрспецэкспорт».
Жил в Киеве. 6 марта 2002 (в разгар скандала с «Кольчугами») погиб в автокатастрофе возле села Бугаëвка Глобинского района Полтавской области, неподалеку от границы с Черкасской областью на трассе Н 08 («Audi A8», которой управлял Валерий Малев, столкнулась «лоб в лоб») с КАМАЗом, ехавшим во встречном направлении). Похоронен на Байковом кладбище (участок № 52а).
Друг Малева, Владлен Пихаленко, связывает его смерть со скандалом по продаже комплекса «Кольчуга».